# Sennybridge
Sennybridge est une localité du Brecknockshire au Pays de Galles, à 68 km de Cardiff.
Elle fait partie du Parc national des Brecon Beacons.